# Diego del Castillo (organista)
Diego (Martínez) del Castillo (Maella, c. 1544 - Valladolid, 11 de mayo de 1601) fue un compositor y organista español.

## Vida
Diego Martínez del Castillo nació en Maella, actualmente en la provincia de Zaragoza, hacia 1544. Se desconoce su origen familiar o su formación musical, pero se sabe que era hermano del organista real Bernardo Clavijo del Castillo.
Las primeras noticias que se tienen de él son de su organistía en la Catedral de Sigüenza, donde permaneció desde el 23 de agosto de 1566 hasta 1581. Durante su estancia en Sigüenza se presentó a las oposiciones a la organistía de la Catedral de Toledo, uno de los cargos más importantes de España, pero sin éxito. El cargo fue para Jerónimo de Peraza, que ganó el cargo por 14 votos frente a los 11 de Castillo. Pedraza, que hasta ese momento era organista de la Catedral de Sevilla, dejó vacante el cargo hispalense, que fue ocupado por Castillo el 28 de abril de 1581. El cabildo sevillano le encargó la descripción de los registros del nuevo gran órgano construido por el flamenco Maese Jorge (Jox o Joz). No está claro hasta qué punto Castillo tomó parte en la redacción del documento, que se encuentra conservado en el archivo de Sevilla.
Permaneció en Sevilla hasta el 1 de octubre de 1583, fecha en la que fue nombrado capellán organista de la capilla real de Felipe II. Se conserva el primer pago de su salario del 16 de diciembre; en la documentación de la Casa de Castilla se le menciona junto con Hernando de Cabezón como «músicos de tecla» en recibos del 29 de mayo de 1584. Como parte de sus obligaciones, junto con Melchor de Miranda realizó en 1587 un informe sobre los cuatro órganos del Real Monasterio de San Lorenzo de El Escorial: Declaracion de los Organos que ay en el Monasterio de Sant Lorencio. el Real por la qual se da ynstruçion y claridad perpetua, a los afinadores, De los Secretos largitorias y Reductiones y ordenes, de toda la cañuteria, y como, y en que lugares, estan los Repartimientos dellas para que con façilidad los afinen y limpien, y para que los tañedores, Sepan de que mixturas deban vsar y conozcan los Registros como se dira adelante, y ansi mesmo por donde Se an de tañer los tonos de todos los Officios del año. También fue el albacea del testamento de Hernando de Cabezón.
Fallecería en Valladolid, el 11 de mayo de 1601.

## Obra
La obra de Castillo fue apreciada en su época y se le colocaba a la altura de otros grandes organistas, como Antonio de Cabezón, Francisco de Peraza, Francisco de Salinas o Francisco de Montanos. Vicente Espinel también lo menciona en su Diversas rimas:

Castillo puro, y singular sujeto
En competencia el instrumento afina,
En la disposicion docto, y discreto,
Mano, y composicion alta, y  diuina:
Bosque en la pluma, y ordenar perfeto
De veloz mano, izquierda peregrina,

Dulce, apazible, regalado, y casto,
Y que al recibo ecede con el gasto.
Vicente Espinel, Diversas rimas (1591)

También lo alabaron por Antonio de Obregón y Cerezeda en el Discursos sobre la filosofia moral (Valladolid, 1603) y por José de Sigüenza en su Historia de la Orden de San Jerónimo (Madrid, 1605).
Entre sus composiciones destacan los motetes Quis enim cognovit y O altitudo divitiarum, ambos a cinco voces, que fueon posteriormente incluidos por Hilarión Eslava en su Lira sacro-hispana (Madrid, 1869).